# Formule de Bretschneider
Pour les articles homonymes, voir Bretschneider.

En géométrie, la formule de Bretschneider permet de calculer l'aire d'un quadrilatère non croisé :
{\displaystyle S={\sqrt {(p-a)(p-b)(p-c)(p-d)-abcd\cos ^{2}\left({\frac {\alpha +\gamma }{2}}\right)}}}
où, a, b, c, d,  sont les longueurs des côtés du quadrilatère, p le demi-périmètre, et α et γ deux angles opposés quelconques .
On peut remarquer que {\displaystyle \cos(\alpha +\gamma )=\cos(\beta +\delta )} puisque {\displaystyle \alpha +\beta +\gamma +\delta =2\pi }.
Cette formule fonctionne pour un quadrilatère convexe ou concave (mais non croisé), non forcément inscriptible.
Elle généralise la formule de Brahmagupta de l'aire d'un quadrilatère inscriptible (cas {\displaystyle \alpha +\gamma =\pi }), ainsi que la formule de Héron de l'aire d'un triangle (cas {\displaystyle d=0}).
Elle montre qu'un quadrilatère articulé possède une aire maximale lorsqu'on inscrit ses sommets dans un cercle.
Elle a été découverte en 1842 par le mathématicien allemand Carl Anton Bretschneider  .

## Démonstration
En la séparant par l'une des diagonales intérieures (disons [BD]), la surface du quadrilatère est réunion de deux surfaces triangulaires. Son aire est alors donnée par 
{\displaystyle {\begin{aligned}S&={\frac {ad\sin \alpha }{2}}+{\frac {bc\sin \gamma }{2}}.\end{aligned}}}
D'où
{\displaystyle 4S^{2}=(ad)^{2}\sin ^{2}\alpha +(bc)^{2}\sin ^{2}\gamma +2abcd\sin \alpha \sin \gamma .}
Or la formule d'Al-Kashi donne
{\displaystyle BD^{2}=a^{2}+d^{2}-2ad\cos \alpha =b^{2}+c^{2}-2bc\cos \gamma .}
Cela peut être réécrit en
{\displaystyle {\frac {(a^{2}+d^{2}-b^{2}-c^{2})^{2}}{4}}=(ad)^{2}\cos ^{2}\alpha +(bc)^{2}\cos ^{2}\gamma -2abcd\cos \alpha \cos \gamma .}
En ajoutant ceci à la formule ci-dessus donnant {\displaystyle 4S^{2}}, on obtient
{\displaystyle {\begin{aligned}4S^{2}+{\frac {(a^{2}+d^{2}-b^{2}-c^{2})^{2}}{4}}&=(ad)^{2}+(bc)^{2}-2abcd\cos(\alpha +\gamma )\\&=(ad+bc)^{2}-2abcd-2abcd\cos(\alpha +\gamma )\\&=(ad+bc)^{2}-4abcd\left({\frac {\cos(\alpha +\gamma )+1}{2}}\right)\\&=(ad+bc)^{2}-4abcd\cos ^{2}\left({\frac {\alpha +\gamma }{2}}\right).\end{aligned}}}
Après factorisation de {\displaystyle (a^{2}+d^{2}-b^{2}-c^{2})^{2}-4(ad+bc)^{2}}, on obtient :
{\displaystyle 16S^{2}=(a+b+c-d)(a+b-c+d)(a-b+c+d)(-a+b+c+d)-16abcd\cos ^{2}\left({\frac {\alpha +\gamma }{2}}\right),}
qui s'écrit aussi 
{\displaystyle S^{2}=(p-a)(p-b)(p-c)(p-d)-abcd\cos ^{2}\left({\frac {\alpha +\gamma }{2}}\right)},
d'où la formule de Bretschneider.
Voir une autre démonstration dans .

## Autres formules pour l'aire dans le cas convexe

En ajoutant les aires des quatre triangles découpés par les diagonales, on obtient :
{\displaystyle S={\frac {1}{2}}ef|\sin \theta |={\frac {1}{2}}\lVert {\overrightarrow {AC}}\land {\overrightarrow {BD}}\ \rVert }
où e et f sont les longueurs des diagonales et {\displaystyle \theta } une mesure de leur angle.
En utilisant la formule d'Al-Kashi dans les quatre triangles découpés par les diagonales, on obtient :
{\displaystyle 2ef\cos \theta =\pm (a^{2}-b^{2}+c^{2}-d^{2})}.
D'où, d'une part :
{\displaystyle S={\frac {1}{4}}|a^{2}-b^{2}+c^{2}-d^{2}|\cdot |\tan \theta |},
d'autre part :
{\displaystyle S={\tfrac {1}{4}}{\sqrt {4e^{2}f^{2}-(a^{2}-b^{2}+c^{2}-d^{2})^{2}}}} .
Cette formule peut être modifiée en
{\displaystyle S={\sqrt {(p-a)(p-b)(p-c)(p-d)-{\tfrac {1}{4}}(ac+bd+ef)(ac+bd-ef)}}},
forme due à Coolidge , montrant le lien avec la formule de Bretschneider.
Cette forme permet aussi de retrouver la formule de Brahmagupta pour le cas inscriptible, car dans ce cas, d'après le théorème de Ptolémée, {\displaystyle ac+bd=ef}.

## Majoration de l'aire, formule du fisc égyptien
Le fisc égyptien utilisait pour le calcul de l'aire d'un champ quadrilatéral convexe le produit des longueurs moyennes des côtés opposés : {\displaystyle S'={\frac {AB+CD}{2}}\times {\frac {AC+BD}{2}}}.
On a {\displaystyle S\leqslant S'} avec égalité si et seulement si le champ est rectangulaire.